# 多态两极虫
多态两极虫（学名：Myxidium polymorphum）为两极科两极虫属的动物。在中国，分布于浙江、广东、湖北、福建、四川、江西、陕西等，营寄生生活，寄生在肾（棒花鱼）、胆囊（鲢、鲫、青鱼、鲤、鳙、鳊、鲂、鲩、粲、翘嘴红鲌、麦穗鱼、马口鱼、圆尾斗鱼、青鳉、长鳍吻鮈、银（鱼风）鱼、吻虾虎）、肠(青鱼、鲢、鲫)以及鳃。